# Raúl Martínez
Raúl Martínez (1 november 1927 - 2 april 1995) var en kubansk konstnär, formgivare och illustratör. Han föddes i Ciego de Ávila och studerade i Havanna. Martínez är känd för sina färgrika popkonst-målningar där han avbildade bl.a. framstående kubanska politiker. Hans konstnärliga inspirationskällor var bl.a. Roy Lichtenstein och Andy Warhol.